# Caporegime

Tablou care prezintă structura mafiei americane⁠.

Un caporegime sau capodecina⁠(d) - de obicei prescurtat la capo sau denumit informal „căpitan” - este un grad utilizat de către mafie, atât de cea siciliană, cât și americană pentru un made man dintr-o familie italiană care conduce o „gașcă” de soldați și are un statut social important și influență în organizație. Caporegime este un termen italian utilizat pentru a denota capul unei familii din Sicilia, însă astăzi sensul său indică un membru similar în grad cu căpitanul sau sergentul superior dintr-o unitate militară. În general, acesta reprezintă șeful unei filiale a unui sindicat care conduce o gașcă de soldați și este controlat de către Don/Naș sau de un subșef. Prin versiunea prescurtată „capo” se denotă de obicei membrii de rang înalt din cartelurile⁠(d) latinoamericane.